# 文明帝國VII
《文明VII》是一款由Firaxis Games開發、2K發行的的4X回合制策略遊戲。該遊戲已在2025年2月11日發售，適用於Windows、macOS、Linux、任天堂Switch、PlayStation 4、PlayStation 5、Xbox One及Xbox Series X/S平台。2025年6月5日登陆任天堂Switch 2。

## 遊戲玩法
《文明VII》將允許玩家獨立選擇領導者和文明，而文明則偏好具有某些屬性的領導者。玩家將能夠在遊戲途中改變他們的文明，同時保留他們的領土。 領導者選擇也進行了擴充，並新增了非國家元首的哲學家、宗教領袖和科學家。與遊戲前作的進一步劃分相比，歷史時代系統將被簡化為古代、探索和現代時代。此外，與其前作不同，玩家現在從一個時代過渡到另一個時代時可以選擇改變文明。

## 開發
2023年2月，Firaxis Games宣布正在開發《文明帝國VI》（2016）的續作。於2021年8月，PCGamesN報道Firaxis正在招聘遊戲敘事主管（Narrative lead）。

### 發行
2K Games於2024年6月7日夏日遊戲嘉年華上正式展示《文明VII》。2K先前已在5月宣布將在夏日遊戲嘉年華上展示「其最大、最受歡迎的系列之一的下一個版本」。在發表會前幾個小時，2K無意中在官方網站上公布了該遊戲。《文明VII》預計將於2025年2月11日在Windows、macOS、Linux、任天堂Switch、PlayStation 4、PlayStation 5、Xbox One及Xbox Series X/S平台上發售。

## 外部連結
- Wilde, Tyler. . PC Gamer. 2024-08-20  [2024-08-20]. （原始内容存档于2024-08-27）.